# Burka
Burka (tudi burqa) je muslimansko žensko oblačilo, ki telo pokriva od glave do tal. V Afganistanu je običajno modre barve. Mreža na ravni oči omogoča ženski, da gleda, vendar hkrati njenega obraza ni mogoče prepoznati.